# Tour de Drenthe féminin 2013
La 7e édition du Tour de Drenthe féminin a eu lieu le 9 mars 2013. C'est la première épreuve de la Coupe du monde de cyclisme sur route féminine 2013. Elle est remportée par la Néerlandaise Marianne Vos.

## Équipes
| Équipes féminines professionnelles (19)- Argos-Shimano - BePink - Bizkaia-Durango - Boels Dolmans - Cyclelive Plus-Zannata - Faren-Kuota - Futurumshop.nl-Polaris - Hitec Products - Lotto-Belisol Ladies - MCipollini-Giordana - SC Michela Fanini Rox - Orica-AIS - Rabo Women - RusVelo - Sengers Ladies - Specialized-Lululemon - Tibco-To the Top - Top Girls Fassa Bortolo - Wiggle Honda Équipes nationales (3)- France - États-Unis - Pays-Bas |
| |

## Récit de la course
La météo est pluvieuse et froide. Le début de course est marqué par les chutes, Adrie Visser  tombe ainsi en tête de peloton et emmène au sol avec elle Marianne Vos et Emma Johansson. Elles remontent toutes sur le vélo. Adrie Visser est l'auteur de la première attaque sérieuse, avant le mont VAM, mais elle est immédiatement prise en chasse. Elle est ensuite imitée par Martine Bras sans plus de succès. Annemiek van Vleuten et Tiffany Cromwell tentent ensuite leur chance. Le peloton est réduit au pied du mont VAM. Dans sa première ascension, Marianne Vos place une nette attaque. Derrière un petit groupe de poursuite se forme avec Ellen van Dijk et Emma Johansson. Celle-ci part seule en chasse et revient sur Marianne Vos. Elles se départagent au sprint. Marianne Vos remporte une claire victoire. Emma Johansson est troisième.

## Classements

### Classement final
| \| Classement général \| Classement général \| Classement général \| Classement général \| Classement général \| \| Coureuse \| Coureuse \| Pays \| Équipe \| Temps \| \| ------------------ \| ------------------ \| ------------------ \| --------------------- \| ------------------ \| \| 1re \| Marianne Vos \| Pays-Bas \| Rabo Women \| 3 h 42 min 38 s \| \| 2e \| Ellen van Dijk \| Pays-Bas \| Specialized-Lululemon \| + 1 s \| \| 3e \| Emma Johansson \| Suède \| Orica-AIS \| + 15 s \| \| 4e \| Chloe Hosking \| Australie \| Hitec Products UCK \| + 1 min 38 s \| \| 5e \| Kirsten Wild \| Pays-Bas \| Skil-Argos \| + 1 min 38 s \| \| 6e \| Shelley Olds \| États-Unis \| Tibco-To the Top \| + 1 min 38 s \| \| 7e \| Lizzie Armitstead \| Royaume-Uni \| Boels Dolmans \| + 1 min 38 s \| \| 8e \| Marijn de Vries \| Pays-Bas \| Lotto Belisol Ladies \| + 1 min 38 s \| \| 9e \| Tiffany Cromwell \| Australie \| Orica-AIS \| + 1 min 38 s \| \| 10e \| Carmen Small \| États-Unis \| Specialized-Lululemon \| + 2 min 18 s \| |                   |             |                       |                 |
| |                   |             |                       |                 |
| |                   |             |                       |                 |
| Classement général |                   |             |                       |                 |
| Coureuse | Coureuse          | Pays        | Équipe                | Temps           |
| 1re | Marianne Vos      | Pays-Bas    | Rabo Women            | 3 h 42 min 38 s |
| 2e | Ellen van Dijk    | Pays-Bas    | Specialized-Lululemon | + 1 s           |
| 3e | Emma Johansson    | Suède       | Orica-AIS             | + 15 s          |
| 4e | Chloe Hosking     | Australie   | Hitec Products UCK    | + 1 min 38 s    |
| 5e | Kirsten Wild      | Pays-Bas    | Skil-Argos            | + 1 min 38 s    |
| 6e | Shelley Olds      | États-Unis  | Tibco-To the Top      | + 1 min 38 s    |
| 7e | Lizzie Armitstead | Royaume-Uni | Boels Dolmans         | + 1 min 38 s    |
| 8e | Marijn de Vries   | Pays-Bas    | Lotto Belisol Ladies  | + 1 min 38 s    |
| 9e | Tiffany Cromwell  | Australie   | Orica-AIS             | + 1 min 38 s    |
| 10e | Carmen Small      | États-Unis  | Specialized-Lululemon | + 2 min 18 s    |

### Points attribués
| Position           | 1er | 2e | 3e | 4e | 5e | 6e | 7e | 8e | 9e | 10e | 11e | 12e | 13e | 14e | 15e | 16e | 17e | 18e |
| Classement général | 100 | 75 | 55 | 45 | 38 | 32 | 26 | 22 | 18 | 15  | 12  | 10  | 8   | 6   | 4   | 3   | 2   | 1   |

## Liste des participantes
| Légende | Légende                                                                    | Légende | Légende                                                    |
| ------- | -------------------------------------------------------------------------- | ------- | ---------------------------------------------------------- |
| Num     | Dossard de départ porté par le coureur sur ce Tour de Drenthe féminin      | Pos     | Position à l'arrivée de la course                          |
|         | Indique un maillot de champion national ou mondial, suivi de sa spécialité | NP      | Indique un coureur qui n'a pas pris le départ de la course |
| AB      | Indique un coureur qui n'a pas terminé la course                           | HD      | Indique un coureur qui a terminé la course hors des délais |

| Rabo Women RBW | Rabo Women RBW                     | Rabo Women RBW |
| -------------- | ---------------------------------- | -------------- |
| Num            | Coureuse                           | Pos            |
| 1              | Marianne Vos (NED) (route)         | 1re            |
| 2              | Liesbet De Vocht (BEL)             | 16e            |
| 3              | Megan Guarnier (USA) (route)       | 43e            |
| 4              | Roxane Knetemann (NED)             | 15e            |
| 5              | Iris Slappendel (NED)              | 33e            |
| 6              | Annemiek van Vleuten (NED) (route) | 13e            |

| Specialized-Lululemon SLU | Specialized-Lululemon SLU | Specialized-Lululemon SLU |
| ------------------------- | ------------------------- | ------------------------- |
| Num                       | Coureuse                  | Pos                       |
| 11                        | Katie Colclough (GBR)     | 37e                       |
| 12                        | Evelyn Stevens (USA)      | AB                        |
| 13                        | Loren Rowney (AUS)        | 44e                       |
| 14                        | Trixi Worrack (GER)       | 25e                       |
| 15                        | Ellen van Dijk (NED)      | 2e                        |
| 16                        | Carmen Small (USA)        | 10e                       |

| Orica-AIS GEW | Orica-AIS GEW                | Orica-AIS GEW |
| ------------- | ---------------------------- | ------------- |
| Num           | Coureuse                     | Pos           |
| 21            | Loes Gunnewijk (NED)         | 26e           |
| 22            | Emma Johansson (SWE) (route) | 3e            |
| 23            | Gracie Elvin (AUS) (route)   | 40e           |
| 24            | Jessie MacLean (AUS)         | AB            |
| 25            | Tiffany Cromwell (AUS)       | 9e            |
| 26            | Amanda Spratt (AUS)          | 34e           |

| Hitec Products UCK HPU | Hitec Products UCK HPU       | Hitec Products UCK HPU |
| ---------------------- | ---------------------------- | ---------------------- |
| Num                    | Coureuse                     | Pos                    |
| 31                     | Chloe Hosking (AUS)          | 4e                     |
| 32                     | Tone Hatteland Lima (NOR)    | AB                     |
| 33                     | Cecilie Gotaas Johnsen (NOR) | AB                     |
| 34                     | Emilia Fahlin (SWE)          | AB                     |
| 35                     | Emilie Moberg (NOR)          | AB                     |

| Boels Dolmans DLT | Boels Dolmans DLT       | Boels Dolmans DLT |
| ----------------- | ----------------------- | ----------------- |
| Num               | Coureuse                | Pos               |
| 41                | Lizzie Armitstead (GBR) | 7e                |
| 42                | Adrie Visser (NED)      | 28e               |
| 43                | Emma Trott (GBR)        | 49e               |
| 44                | Martine Bras (NED)      | 27e               |
| 45                | Jessie Daams (BEL)      | 18e               |
| 46                | Romy Kasper (GER)       | 38e               |

| RusVelo RVL | RusVelo RVL                   | RusVelo RVL |
| ----------- | ----------------------------- | ----------- |
| Num         | Coureuse                      | Pos         |
| 51          | Elena Kuchinskaya (RUS)       | AB          |
| 52          | Aizhan Zhaparova (RUS)        | AB          |
| 53          | Alexandra Burtschenkowa (RUS) | AB          |
| 54          | Larissa Pankowa (RUS)         | AB          |
| 55          | Elena Bocharnikova (RUS)      | AB          |
| 56          | Yulia Blindyuk (RUS)          | AB          |

| MCipollini-Giordana MCG | MCipollini-Giordana MCG    | MCipollini-Giordana MCG |
| ----------------------- | -------------------------- | ----------------------- |
| Num                     | Coureuse                   | Pos                     |
| 61                      | Tatiana Antoshina (RUS)    | 22e                     |
| 62                      | Valentina Carretta (ITA)   | AB                      |
| 63                      | Tatiana Guderzo (ITA)      | AB                      |
| 64                      | Sara Grifi (ITA)           | AB                      |
| 65                      | Valentina Scandolara (ITA) | AB                      |
| 66                      | Marta Tagliaferro (ITA)    | AB                      |

| BePink BPK | BePink BPK               | BePink BPK |
| ---------- | ------------------------ | ---------- |
| Num        | Coureuse                 | Pos        |
| 71         | Simona Frapporti (ITA)   | 14e        |
| 72         | Giulia Donato (ITA)      | AB         |
| 73         | Georgia Williams (NZL)   | 48e        |
| 74         | Daniela Levi (ISR)       | AB         |
| 75         | Alice Algisi (ITA)       | AB         |
| 76         | Małgorzata Wojtyra (POL) | AB         |

| Skil-Argos ARW | Skil-Argos ARW         | Skil-Argos ARW |
| -------------- | ---------------------- | -------------- |
| Num            | Coureuse               | Pos            |
| 81             | Charlotte Becker (GER) | 19e            |
| 82             | Willeke Knol (NED)     | AB             |
| 83             | Elke Gebhardt (GER)    | AB             |
| 84             | Kelly Markus (NED)     | AB             |
| 85             | Amy Pieters (NED)      | AB             |
| 86             | Kirsten Wild (NED)     | 5e             |

| Wiggle Honda WHT | Wiggle Honda WHT               | Wiggle Honda WHT |
| ---------------- | ------------------------------ | ---------------- |
| Num              | Coureuse                       | Pos              |
| 91               | Giorgia Bronzini (ITA)         | 24e              |
| 92               | Beatrice Bartelloni (ITA)      | AB               |
| 93               | Anna-Bianca Schnitzmeier (GER) | AB               |
| 94               | Mayuko Hagiwara (JPN) (route)  | 41e              |
| 95               | Lauren Kitchen (AUS)           | AB               |
| 96               | Emily Collins (NZL)            | 39e              |

| Sengers ___ | Sengers ___                     | Sengers ___ |
| ----------- | ------------------------------- | ----------- |
| Num         | Coureuse                        | Pos         |
| 101         | Anna van der Breggen (NED)      | 11e         |
| 102         | Vera Koedooder (NED)            | 17e         |
| 103         | Sofie De Vuyst (BEL)            | 46e         |
| 104         | Evelyn Arys (BEL)               | AB          |
| 105         | Maaike Polspoel (BEL)           | 50e         |
| 106         | Christine Majerus (LUX) (route) | 35e         |

| Tibco-To the Top TIB | Tibco-To the Top TIB     | Tibco-To the Top TIB |
| -------------------- | ------------------------ | -------------------- |
| Num                  | Coureuse                 | Pos                  |
| 111                  | Chantal Blaak (NED)      | AB                   |
| 112                  | Rushlee Buchanan (NZL)   | AB                   |
| 113                  | Jasmin Duehring (CAN)    | 30e                  |
| 114                  | Claudia Häusler (GER)    | AB                   |
| 115                  | Samantha Schneider (USA) | AB                   |
| 116                  | Shelley Olds (USA)       | 6e                   |

| Faren-Let's Go Finland FLF | Faren-Let's Go Finland FLF      | Faren-Let's Go Finland FLF |
| -------------------------- | ------------------------------- | -------------------------- |
| Num                        | Coureuse                        | Pos                        |
| 121                        | Marta Bastianelli (ITA)         | 21e                        |
| 122                        | Elena Cecchini (ITA)            | AB                         |
| 123                        | Sara Mustonen (SWE)             | 32e                        |
| 124                        | Sari Saarelainen (FIN)          | AB                         |
| 125                        | Maria Giulia Confalonieri (ITA) | AB                         |
| 126                        | Susanna Zorzi (ITA)             | 47e                        |

| SC Michela Fanini Rox MIC | SC Michela Fanini Rox MIC | SC Michela Fanini Rox MIC |
| ------------------------- | ------------------------- | ------------------------- |
| Num                       | Coureuse                  | Pos                       |
| 131                       | Edwige Pitel (FRA)        | AB                        |
| 132                       | Liisi Rist (EST)          | AB                        |
| 133                       | Katsiaryna Barazna (BLR)  | AB                        |
| 134                       | Mireia Epelde (ESP)       | AB                        |
| 135                       | Gloria Boldrini (ITA)     | AB                        |
| 136                       | Lara Vieceli (ITA)        | AB                        |

| Futurumshop.nl-Polaris TPO | Futurumshop.nl-Polaris TPO | Futurumshop.nl-Polaris TPO |
| -------------------------- | -------------------------- | -------------------------- |
| Num                        | Coureuse                   | Pos                        |
| 141                        | Alie Gercama (NED)         | AB                         |
| 142                        | Sarah Lena Hofmann (GER)   | AB                         |
| 143                        | Laura van der Kamp (NED)   | AB                         |
| 144                        | Anouska Koster (NED)       | AB                         |
| 145                        | Mascha Pijnenborg (NED)    | 20e                        |
| 146                        | Aurore Verhoeven (FRA)     | 36e                        |

| Cyclelive Plus-Zannata CZT | Cyclelive Plus-Zannata CZT   | Cyclelive Plus-Zannata CZT |
| -------------------------- | ---------------------------- | -------------------------- |
| Num                        | Coureuse                     | Pos                        |
| 161                        | Monique van de Ree (NED)     | 23e                        |
| 162                        | Annelies Van Doorslaer (BEL) | AB                         |
| 163                        | Latoya Brulee (BEL)          | 31e                        |
| 164                        | Annelies Dom (BEL)           | 45e                        |
| 165                        | Marissa Otten (NED)          | AB                         |
| 166                        | Daisy Depoorter (BEL)        | AB                         |

| Top Girls Fassa Bortolo TOG | Top Girls Fassa Bortolo TOG | Top Girls Fassa Bortolo TOG |
| --------------------------- | --------------------------- | --------------------------- |
| Num                         | Coureuse                    | Pos                         |
| 171                         | Elena Berlato (ITA)         | AB                          |
| 172                         | Francesca Cauz (ITA)        | AB                          |
| 173                         | Jennifer Fiori (ITA)        | AB                          |
| 174                         | Irene Bitto (ITA)           | AB                          |
| 175                         | Francesca Stefani (ITA)     | AB                          |
| 176                         | Elena Valentini (ITA)       | AB                          |

| Pays-Bas NED | Pays-Bas NED      | Pays-Bas NED |
| ------------ | ----------------- | ------------ |
| Num          | Coureuse          | Pos          |
| 181          | Ilona Hoeksma     | AB           |
| 182          | Sophie de Boer    | AB           |
| 183          | Rozanne Slik      | AB           |
| 184          | Winanda Spoor     | AB           |
| 185          | Melanie Woering   | AB           |
| 186          | Charlotte Lenting | AB           |

| Lotto Belisol Ladies LBL | Lotto Belisol Ladies LBL     | Lotto Belisol Ladies LBL |
| ------------------------ | ---------------------------- | ------------------------ |
| Num                      | Coureuse                     | Pos                      |
| 191                      | Marijn de Vries (NED)        | 8e                       |
| 192                      | Jolien D'Hoore (BEL) (route) | AB                       |
| 193                      | Ann-Sophie Duyck (BEL)       | AB                       |
| 194                      | Kaat Hannes (BEL)            | AB                       |
| 195                      | Céline Van Severen (BEL)     | AB                       |
| 196                      | Kim Schoonbaert (BEL)        | AB                       |

| Bizkaia-Durango BPD | Bizkaia-Durango BPD         | Bizkaia-Durango BPD |
| ------------------- | --------------------------- | ------------------- |
| Num                 | Coureuse                    | Pos                 |
| 201                 | Dorleta Eskamendi Gil (ESP) | AB                  |
| 202                 | Joanne Hogan (AUS)          | AB                  |
| 203                 | Elena Lloret (ESP)          | AB                  |
| 204                 | Mayalen Noriega (ESP)       | AB                  |
| 205                 | Anna Sanchis (ESP)          | AB                  |
| 206                 | Lourdes Oyarbide (ESP)      | AB                  |

| États-Unis USA | États-Unis USA      | États-Unis USA |
| -------------- | ------------------- | -------------- |
| Num            | Coureuse            | Pos            |
| 221            | Lauren De Crescenzo | AB             |
| 222            | Jacquelyn Crowell   | AB             |
| 223            | Heather Fischer     | AB             |
| 224            | Janel Holcomb       | AB             |
| 226            | Jade Wilcoxson      | 29e            |

| France FRA | France FRA      | France FRA |
| ---------- | --------------- | ---------- |
| Num        | Coureuse        | Pos        |
| 241        | Roxane Fournier | 42e        |
| 242        | Mélanie Bravard | AB         |
| 243        | Pascale Jeuland | 12e        |
| 244        | Lucie Pader     | 51e        |
| 245        | Amélie Rivat    | AB         |
| 246        | Kelly Gambier   | AB         |

| Rabo Women RBW | Rabo Women RBW                     | Rabo Women RBW |
| -------------- | ---------------------------------- | -------------- |
| Num            | Coureuse                           | Pos            |
| 1              | Marianne Vos (NED) (route)         | 1re            |
| 2              | Liesbet De Vocht (BEL)             | 16e            |
| 3              | Megan Guarnier (USA) (route)       | 43e            |
| 4              | Roxane Knetemann (NED)             | 15e            |
| 5              | Iris Slappendel (NED)              | 33e            |
| 6              | Annemiek van Vleuten (NED) (route) | 13e            |

| Specialized-Lululemon SLU | Specialized-Lululemon SLU | Specialized-Lululemon SLU |
| ------------------------- | ------------------------- | ------------------------- |
| Num                       | Coureuse                  | Pos                       |
| 11                        | Katie Colclough (GBR)     | 37e                       |
| 12                        | Evelyn Stevens (USA)      | AB                        |
| 13                        | Loren Rowney (AUS)        | 44e                       |
| 14                        | Trixi Worrack (GER)       | 25e                       |
| 15                        | Ellen van Dijk (NED)      | 2e                        |
| 16                        | Carmen Small (USA)        | 10e                       |

| Orica-AIS GEW | Orica-AIS GEW                | Orica-AIS GEW |
| ------------- | ---------------------------- | ------------- |
| Num           | Coureuse                     | Pos           |
| 21            | Loes Gunnewijk (NED)         | 26e           |
| 22            | Emma Johansson (SWE) (route) | 3e            |
| 23            | Gracie Elvin (AUS) (route)   | 40e           |
| 24            | Jessie MacLean (AUS)         | AB            |
| 25            | Tiffany Cromwell (AUS)       | 9e            |
| 26            | Amanda Spratt (AUS)          | 34e           |

| Hitec Products UCK HPU | Hitec Products UCK HPU       | Hitec Products UCK HPU |
| ---------------------- | ---------------------------- | ---------------------- |
| Num                    | Coureuse                     | Pos                    |
| 31                     | Chloe Hosking (AUS)          | 4e                     |
| 32                     | Tone Hatteland Lima (NOR)    | AB                     |
| 33                     | Cecilie Gotaas Johnsen (NOR) | AB                     |
| 34                     | Emilia Fahlin (SWE)          | AB                     |
| 35                     | Emilie Moberg (NOR)          | AB                     |

| Boels Dolmans DLT | Boels Dolmans DLT       | Boels Dolmans DLT |
| ----------------- | ----------------------- | ----------------- |
| Num               | Coureuse                | Pos               |
| 41                | Lizzie Armitstead (GBR) | 7e                |
| 42                | Adrie Visser (NED)      | 28e               |
| 43                | Emma Trott (GBR)        | 49e               |
| 44                | Martine Bras (NED)      | 27e               |
| 45                | Jessie Daams (BEL)      | 18e               |
| 46                | Romy Kasper (GER)       | 38e               |

| RusVelo RVL | RusVelo RVL                   | RusVelo RVL |
| ----------- | ----------------------------- | ----------- |
| Num         | Coureuse                      | Pos         |
| 51          | Elena Kuchinskaya (RUS)       | AB          |
| 52          | Aizhan Zhaparova (RUS)        | AB          |
| 53          | Alexandra Burtschenkowa (RUS) | AB          |
| 54          | Larissa Pankowa (RUS)         | AB          |
| 55          | Elena Bocharnikova (RUS)      | AB          |
| 56          | Yulia Blindyuk (RUS)          | AB          |

| MCipollini-Giordana MCG | MCipollini-Giordana MCG    | MCipollini-Giordana MCG |
| ----------------------- | -------------------------- | ----------------------- |
| Num                     | Coureuse                   | Pos                     |
| 61                      | Tatiana Antoshina (RUS)    | 22e                     |
| 62                      | Valentina Carretta (ITA)   | AB                      |
| 63                      | Tatiana Guderzo (ITA)      | AB                      |
| 64                      | Sara Grifi (ITA)           | AB                      |
| 65                      | Valentina Scandolara (ITA) | AB                      |
| 66                      | Marta Tagliaferro (ITA)    | AB                      |

| BePink BPK | BePink BPK               | BePink BPK |
| ---------- | ------------------------ | ---------- |
| Num        | Coureuse                 | Pos        |
| 71         | Simona Frapporti (ITA)   | 14e        |
| 72         | Giulia Donato (ITA)      | AB         |
| 73         | Georgia Williams (NZL)   | 48e        |
| 74         | Daniela Levi (ISR)       | AB         |
| 75         | Alice Algisi (ITA)       | AB         |
| 76         | Małgorzata Wojtyra (POL) | AB         |

| Skil-Argos ARW | Skil-Argos ARW         | Skil-Argos ARW |
| -------------- | ---------------------- | -------------- |
| Num            | Coureuse               | Pos            |
| 81             | Charlotte Becker (GER) | 19e            |
| 82             | Willeke Knol (NED)     | AB             |
| 83             | Elke Gebhardt (GER)    | AB             |
| 84             | Kelly Markus (NED)     | AB             |
| 85             | Amy Pieters (NED)      | AB             |
| 86             | Kirsten Wild (NED)     | 5e             |

| Wiggle Honda WHT | Wiggle Honda WHT               | Wiggle Honda WHT |
| ---------------- | ------------------------------ | ---------------- |
| Num              | Coureuse                       | Pos              |
| 91               | Giorgia Bronzini (ITA)         | 24e              |
| 92               | Beatrice Bartelloni (ITA)      | AB               |
| 93               | Anna-Bianca Schnitzmeier (GER) | AB               |
| 94               | Mayuko Hagiwara (JPN) (route)  | 41e              |
| 95               | Lauren Kitchen (AUS)           | AB               |
| 96               | Emily Collins (NZL)            | 39e              |

| Sengers ___ | Sengers ___                     | Sengers ___ |
| ----------- | ------------------------------- | ----------- |
| Num         | Coureuse                        | Pos         |
| 101         | Anna van der Breggen (NED)      | 11e         |
| 102         | Vera Koedooder (NED)            | 17e         |
| 103         | Sofie De Vuyst (BEL)            | 46e         |
| 104         | Evelyn Arys (BEL)               | AB          |
| 105         | Maaike Polspoel (BEL)           | 50e         |
| 106         | Christine Majerus (LUX) (route) | 35e         |

| Tibco-To the Top TIB | Tibco-To the Top TIB     | Tibco-To the Top TIB |
| -------------------- | ------------------------ | -------------------- |
| Num                  | Coureuse                 | Pos                  |
| 111                  | Chantal Blaak (NED)      | AB                   |
| 112                  | Rushlee Buchanan (NZL)   | AB                   |
| 113                  | Jasmin Duehring (CAN)    | 30e                  |
| 114                  | Claudia Häusler (GER)    | AB                   |
| 115                  | Samantha Schneider (USA) | AB                   |
| 116                  | Shelley Olds (USA)       | 6e                   |

| Faren-Let's Go Finland FLF | Faren-Let's Go Finland FLF      | Faren-Let's Go Finland FLF |
| -------------------------- | ------------------------------- | -------------------------- |
| Num                        | Coureuse                        | Pos                        |
| 121                        | Marta Bastianelli (ITA)         | 21e                        |
| 122                        | Elena Cecchini (ITA)            | AB                         |
| 123                        | Sara Mustonen (SWE)             | 32e                        |
| 124                        | Sari Saarelainen (FIN)          | AB                         |
| 125                        | Maria Giulia Confalonieri (ITA) | AB                         |
| 126                        | Susanna Zorzi (ITA)             | 47e                        |

| SC Michela Fanini Rox MIC | SC Michela Fanini Rox MIC | SC Michela Fanini Rox MIC |
| ------------------------- | ------------------------- | ------------------------- |
| Num                       | Coureuse                  | Pos                       |
| 131                       | Edwige Pitel (FRA)        | AB                        |
| 132                       | Liisi Rist (EST)          | AB                        |
| 133                       | Katsiaryna Barazna (BLR)  | AB                        |
| 134                       | Mireia Epelde (ESP)       | AB                        |
| 135                       | Gloria Boldrini (ITA)     | AB                        |
| 136                       | Lara Vieceli (ITA)        | AB                        |

| Futurumshop.nl-Polaris TPO | Futurumshop.nl-Polaris TPO | Futurumshop.nl-Polaris TPO |
| -------------------------- | -------------------------- | -------------------------- |
| Num                        | Coureuse                   | Pos                        |
| 141                        | Alie Gercama (NED)         | AB                         |
| 142                        | Sarah Lena Hofmann (GER)   | AB                         |
| 143                        | Laura van der Kamp (NED)   | AB                         |
| 144                        | Anouska Koster (NED)       | AB                         |
| 145                        | Mascha Pijnenborg (NED)    | 20e                        |
| 146                        | Aurore Verhoeven (FRA)     | 36e                        |

| Cyclelive Plus-Zannata CZT | Cyclelive Plus-Zannata CZT   | Cyclelive Plus-Zannata CZT |
| -------------------------- | ---------------------------- | -------------------------- |
| Num                        | Coureuse                     | Pos                        |
| 161                        | Monique van de Ree (NED)     | 23e                        |
| 162                        | Annelies Van Doorslaer (BEL) | AB                         |
| 163                        | Latoya Brulee (BEL)          | 31e                        |
| 164                        | Annelies Dom (BEL)           | 45e                        |
| 165                        | Marissa Otten (NED)          | AB                         |
| 166                        | Daisy Depoorter (BEL)        | AB                         |

| Top Girls Fassa Bortolo TOG | Top Girls Fassa Bortolo TOG | Top Girls Fassa Bortolo TOG |
| --------------------------- | --------------------------- | --------------------------- |
| Num                         | Coureuse                    | Pos                         |
| 171                         | Elena Berlato (ITA)         | AB                          |
| 172                         | Francesca Cauz (ITA)        | AB                          |
| 173                         | Jennifer Fiori (ITA)        | AB                          |
| 174                         | Irene Bitto (ITA)           | AB                          |
| 175                         | Francesca Stefani (ITA)     | AB                          |
| 176                         | Elena Valentini (ITA)       | AB                          |

| Pays-Bas NED | Pays-Bas NED      | Pays-Bas NED |
| ------------ | ----------------- | ------------ |
| Num          | Coureuse          | Pos          |
| 181          | Ilona Hoeksma     | AB           |
| 182          | Sophie de Boer    | AB           |
| 183          | Rozanne Slik      | AB           |
| 184          | Winanda Spoor     | AB           |
| 185          | Melanie Woering   | AB           |
| 186          | Charlotte Lenting | AB           |

| Lotto Belisol Ladies LBL | Lotto Belisol Ladies LBL     | Lotto Belisol Ladies LBL |
| ------------------------ | ---------------------------- | ------------------------ |
| Num                      | Coureuse                     | Pos                      |
| 191                      | Marijn de Vries (NED)        | 8e                       |
| 192                      | Jolien D'Hoore (BEL) (route) | AB                       |
| 193                      | Ann-Sophie Duyck (BEL)       | AB                       |
| 194                      | Kaat Hannes (BEL)            | AB                       |
| 195                      | Céline Van Severen (BEL)     | AB                       |
| 196                      | Kim Schoonbaert (BEL)        | AB                       |

| Bizkaia-Durango BPD | Bizkaia-Durango BPD         | Bizkaia-Durango BPD |
| ------------------- | --------------------------- | ------------------- |
| Num                 | Coureuse                    | Pos                 |
| 201                 | Dorleta Eskamendi Gil (ESP) | AB                  |
| 202                 | Joanne Hogan (AUS)          | AB                  |
| 203                 | Elena Lloret (ESP)          | AB                  |
| 204                 | Mayalen Noriega (ESP)       | AB                  |
| 205                 | Anna Sanchis (ESP)          | AB                  |
| 206                 | Lourdes Oyarbide (ESP)      | AB                  |

| États-Unis USA | États-Unis USA      | États-Unis USA |
| -------------- | ------------------- | -------------- |
| Num            | Coureuse            | Pos            |
| 221            | Lauren De Crescenzo | AB             |
| 222            | Jacquelyn Crowell   | AB             |
| 223            | Heather Fischer     | AB             |
| 224            | Janel Holcomb       | AB             |
| 226            | Jade Wilcoxson      | 29e            |

| France FRA | France FRA      | France FRA |
| ---------- | --------------- | ---------- |
| Num        | Coureuse        | Pos        |
| 241        | Roxane Fournier | 42e        |
| 242        | Mélanie Bravard | AB         |
| 243        | Pascale Jeuland | 12e        |
| 244        | Lucie Pader     | 51e        |
| 245        | Amélie Rivat    | AB         |
| 246        | Kelly Gambier   | AB         |

Source.